# Huyền thoại pháo đài Surami
Huyền thoại pháo đài Surami (tiếng Gruzia: ამბავი სურამის ციხისა, tiếng Nga: Легенда о Сурамской крепости, tiếng Armenia: Սուրամի ամրոցի լեգենդը) là một bộ phim lịch sử của đạo diễn Sergey Parajanov, công chiếu lần đầu năm 1984.
Bộ phim được chuyển thể từ cuốn tiểu thuyết "Pháo đài Surami" của nhà văn Daniel Chonkadze (1830 - 1860).

## Vinh danh
- Giải thưởng Caixa de Catalunya - Liên hoan phim Quốc tế Sitges & Catalonia (1986)
- Giải thưởng Rotterdam - Liên hoan phim Quốc tế Rotterdam (1987)
- Giải thưởng phê bình Điện ảnh - Liên hoan phim Quốc tế São Paulo (1987)